# Baltasar de Marradas y Vich
Baltasar de Marradas y Vich, (Valencia, 28 de noviembre de 1560-Praga, 12 de agosto de 1638) fue un noble y militar español, caballero de la Orden de Malta, mariscal de campo imperial durante la Guerra de los Treinta Años y gobernador en Bohemia.
Su nombre existe en diversas combinaciones como Baltasar o Baltazar; Marradas, Marrades o Maradas; Vich, Vique o Vic. En catalán se suele modernizar la grafía como Baltasar de Marrades i de Vic; en alemán como Baltazar von Marradas et Vique.

## Biografía

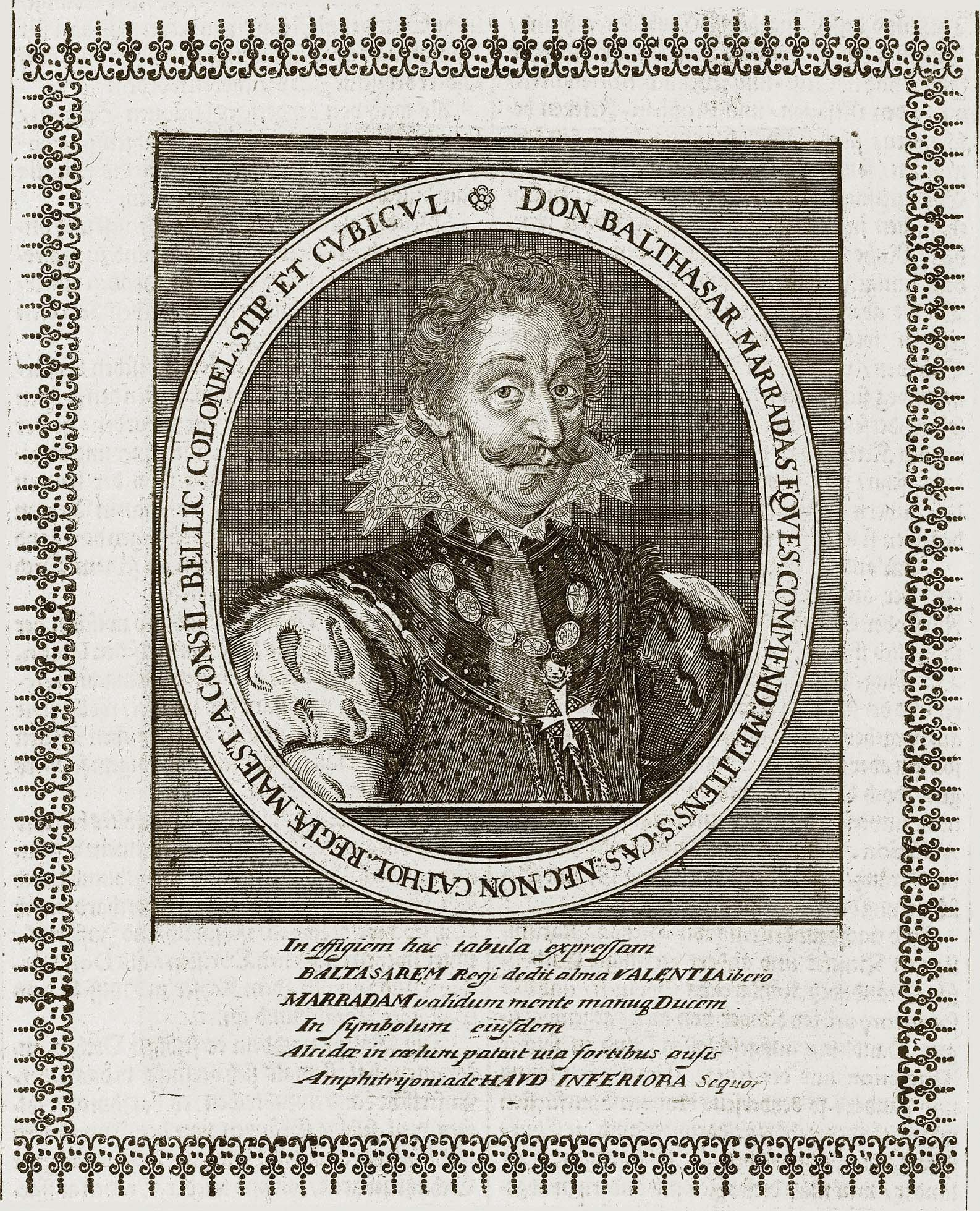
Grabado con el retrato de Baltasar de Marradas del Theatrum Europaeum de 1662

Baltasar era hijo del barón de Sallent, Gaspar de Marradas Soler (fallecido en 1569), virrey de Mallorca entre 1548-1557, y de Ana Vich Manrique. Ambos provenían de grandes familias nobiliarias que habían realizado importantes servicios al rey como almirantes, embajadores, generales y prelados. Ana era hermana de Luis, virrey de Mallorca (1573-1584), y de Juan Vich Manrique, obispo de Mallorca y luego arzobispo de Tarragona. Guillén de San Clemente fue tío de Baltasar.
Se inició joven en el arte de las armas. Tras hacerse caballero hospitalario partió a Malta, donde «cobró opinión de valeroso soldado y gran caballero». Como tal, luchó en el Piamonte, Milán y Flandes.
Marradas llegó a la corte del emperador Rodolfo II en 1599, estando estacionado en Transilvania. Allí participó en 1601 en el asedio contra los turcos de Alba Regia, a las órdenes del duque de Mercoeur, quedando gravemente herido en el asalto. En consecuencia se puso a sus órdenes una compañía de caballos corazas, por la que pronto pasó a ser conocido como «el rayo de Dios» por su valentía. En servicio del emperador, en 1604 luchó bajo órdenes del albanés Georgio Basta en Hungría. Nombrado consejero imperial, luchó en la guerra de Gradisca (1613-16) por encargo de Felipe III de España al frente de un régimen de caballería español, en contra de la República de Venecia. En 1619 entró en guerra de nuevo con un regimiento de caballería español contra el rey de invierno, Federico V del Palatinado.
En 1619 fue nombrado Generalwachtmeister gracias a su valentía y comportamiento en el campo de batalla. Él y sus hermanos Francisco y Jorge fueron elevados al rango de conde imperial en 1621. Participó en la Guerra de los Treinta Años en Montaña Blanca (1620), Bohemia, Hungría (1623) y Alemania (1624). Tras la pacificación de Hungría, estuvo al frente de la caballería imperial en Valtelina, donde en 1625 derrotó a los franco-saboyanos.
En 1625 fue nombrado gobernador de Bohemia, donde aplastó una revuelta herética. Por sus servicios al emperador en Bohemia, se le entregó el castillo de Fraumberg, a orillas del Moldava. Además obtuvo el condado de Bosiz, que le hizo señor de Vodiana y Sdristain.
En 1626 fue nombrado mariscal de campo y en 1627 teniente general. Marradas participó en las negociaciones para la deposición de Wallenstein en 1630 en Ratisbona.
En 1631 Marradas trató de defender Bohemia con insuficientes tropas de los sajones al mando de Hans Georg von Arnim-Boitzenburg. Este fracaso y la influencia de Wallenstein llevaron en 1633 a su alejamiento de sus cargos militares y políticos. Es probable que no participase en la trama del asesinato de Wallentstein, al contrario de lo que afirman fuentes más antiguas.
En 1634 participó en el sitio de Ratisbona con el emperador Fernando III, para luego evitar que las tropas de Sajonia y Suecia llegasen a Praga.
Murió soltero en 1638 como consejero privado y gobernador de Bohemia. Su sobrino, don Francisco de Marradas, conde de Sallent, hijo de su hermano Jorge de Marradas, heredó las propiedades de Bohemia meridional, Vodňany y Hluboká nad Vltavou de él. Francisco vendió estas posesiones en 1661 por 385 000 florines renanos a Johann Adolf Graf, más tarde príncipe de Schwarzenberg.